# Фиоль, Швайпольт

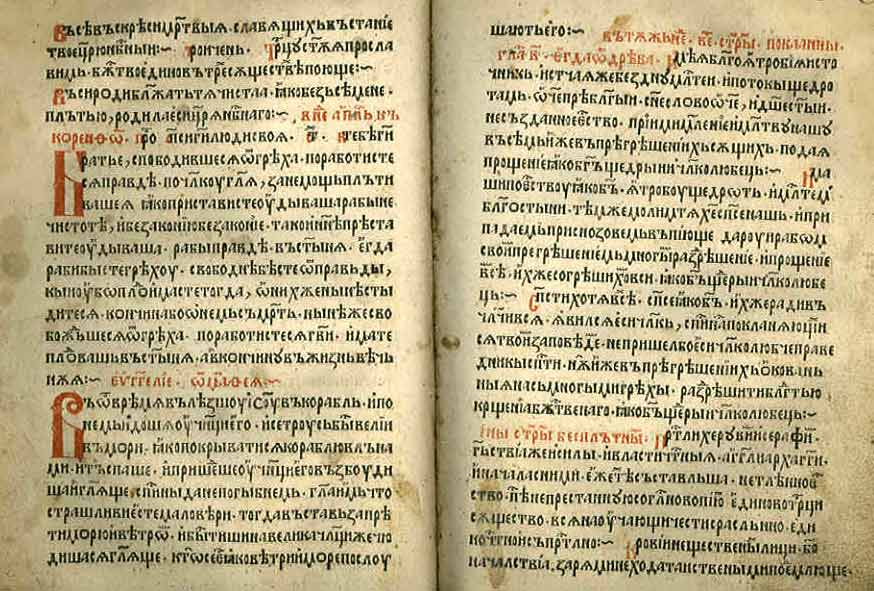
Текстовые полосы Октоиха

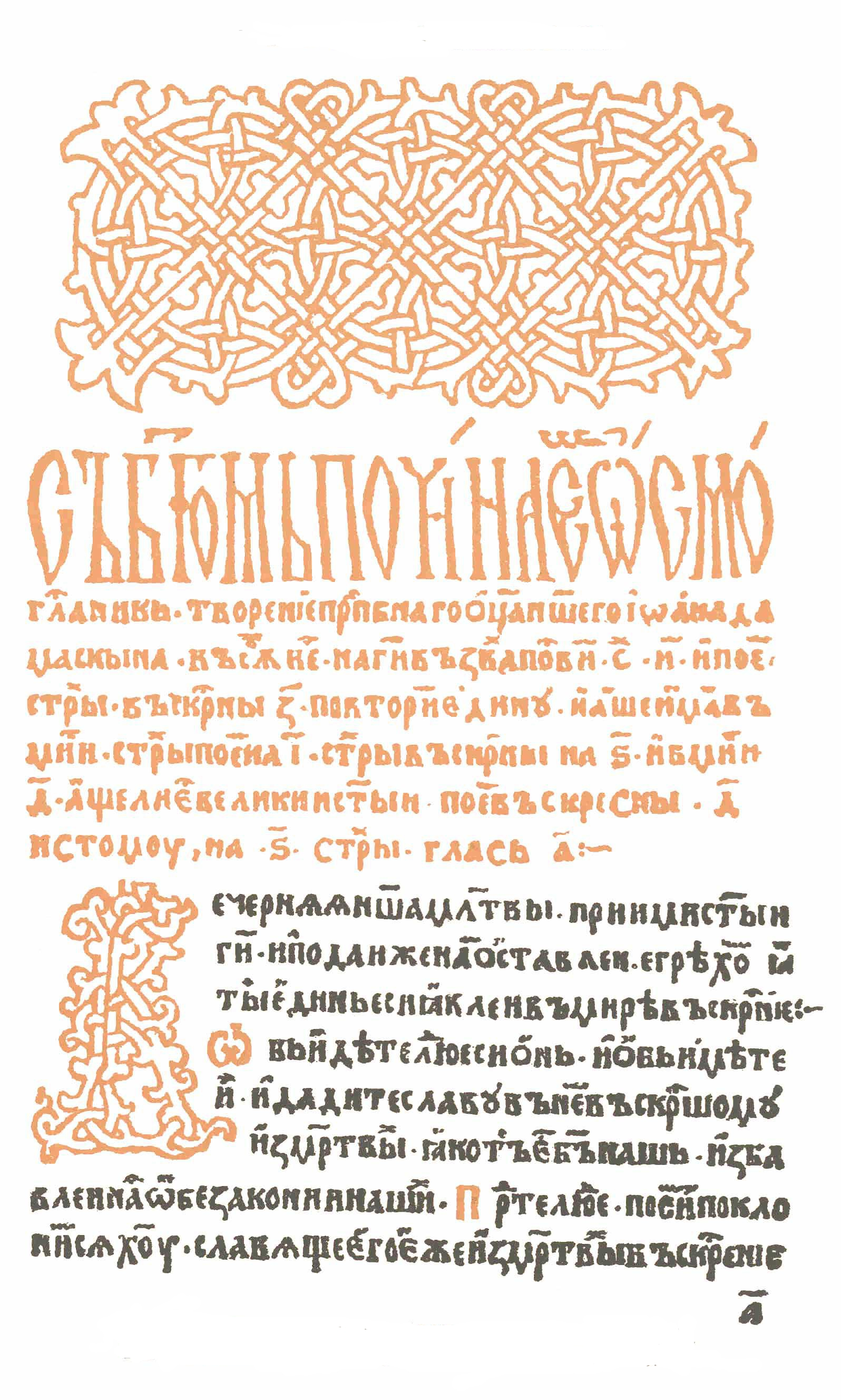
Второй лист Октоиха

Швайпо́льт Фио́ль (нем. Schweipolt Fiol; род. в Нойштадт-ан-дер-Айше — 1525 или 1526, Краков) — немецкий книгопечатник из Франконии, стоявший у истоков славянского книгопечатания кириллическим шрифтом. По вероисповеданию католик.

## Биография
Точная дата рождения неизвестна. Родился в городе Нойштадт-ан-дер-Айш во Франконии. В Кракове появился в 1479 году и вскоре был зачислен в цех золотых дел мастеров. Работал золотошвеем (нем. perlenhaftir).
9 марта 1489 года король польский и великий князь литовский Казимир выдал Фиолю привилей на изобретённую им машину для откачки воды из шахт. Изобретение заинтересовало состоятельного купца и банкира Яна Турзо (1437—1508), владевшего многими шахтами, в том числе свинцовыми рудниками в Олькуше. Впоследствии Турзо вместе с краковским патрицием Яном Тешнаром стали спонсорами типографии Швайпольта.
Для начала книгопечатания было необходимо вырезать подходящий кириллический шрифт. 26 октября 1489 года Фиоль заключил договор с Якобом Карбесом, который обязывался «выгравировать и юстировать буквы русского шрифта». В это же время он отправляется в Нюрнберг, вероятно, для того, чтобы там изготовить пуансоны, для последующего тиснения матриц.
Следующее документальное свидетельство о Фиоле относится к 18 сентября 1490 года: Фиоль обвинил бакалавра Иоганна и Николауса Сведлера из Нойбурга в краже бумаги, хранившейся в его мастерской в Кракове. Те же, в свою очередь, подали на Фиоля в суд за клевету. Доказательств Фиолем предоставлено не было, однако он заявил, что видел кражу собственными глазами. Решение суда по этому делу неизвестно.
Окончательный вариант кириллического шрифта по заказу Фиоля «вырезал для названного Швайпольта некоторое количество литер и передал их во вполне готовом и юстированном виде этому же Швайпольту, а также исполнил другие его поручения» студент Краковского университета Рудольф Борсдорф из Брауншвейга (Ludolfus Ludolfi de Brunszwyczk). Рудольф обязался не изготавливать подобных шрифтов никому, кроме Фиоля, даже самому себе, а также никого не обучать этому предмету. Всего Рудольф выполнил 230 литер и надстрочных знаков.
В своих произведениях издательскую деятельность Фиоля поддерживал живший в 1489—1491 годах в Кракове знаменитый немецкий поэт-гуманист Конрад Цельтис.
Известно, что в июле 1491 года Фиоль судился с неким господином Отто из-за денег. 1 августа 1491 года книгопечатник был осуждён и 21 ноября посажен в тюрьму. Фиоль был выпущен под залог в 1000 венгерских флоринов, предоставленный его покровителями.
22 марта 1492 года Фиоль был предан суду, видимо, за еретические высказывания. 27 марта 1492 года мастер был оправдан церковным судом, возможно, из-за заступничества Яна Турзо перед гнезненским капитулом. 13 января 1492 года архиепископ гнезненский рекомендовал Яну Турзо воздержаться от распространения и печатания русских книг.
Существует версия, что анонимность четвёртого издания («Триоди цветной») Швайпольта Фиоля вызвана запретом гнезненского капитула на издание книг на кириллице.
С 1502 года жил в силезском городе Райхенштайне, позже переехал в город Левоча, где занимался горным делом. Последние годы находился в Кракове, живя на пенсию, назначенную ему семейством Турзо. Скончался Швайпольт Фиоль в конце 1525 или начале 1526 года.
Фиоль был женат на Маргарите, старшей дочери богатого краковского горожанина, старшины цеха мясников Николая Любчица. Так как Маргарита не упоминается в завещании Фиоля от 7 мая 1525 года, можно предположить, что она умерла раньше.

## Издания
Всего в Краковской типографии Фиоля было напечатано 4 издания на церковнославянском языке.
- «Октоих» (Осмогласник, 1491)
- «Часослов» (1491)
- «Триодь постная» (1492—1493)
- «Триодь цветная» (недатирована)

В «Октоихе» и «Часослове» имеется следующий колофон: «Докончана быс сия книга у великомь градѣ оу Краковѣ при державѣ великаго короля полскаго Казимира, и докончана быс мѣщанином краковьскымь Шваиполтомь, Феоль, из нѣмець немецкого родоу, Франкь. И скончашас по божием нарожениемь. 14 съть девятьдесят и 1 лѣто». Так как текст колофона набран без пробелов, возможны несколько вариантов его толкования. Так, например, прочтение «мѣщанином краковьскымь Шваиполтомь, Феоль и з нѣмець немецкого родоу, Франкь» позволило польскому литературоведу К. Эстрайхеру и исследователю Адаму Киркору говорить о том, что издателями были два человека: славянин Святополк и некий немец Франк. После того, как были найдены архивные документы о проживании в 1478—1499 в Кракове Швайпольта Фиоля, называвшего себя франком, такое прочтение потеряло всякий смысл. В украинской историографии до сих пор иногда Швайпольта Фиоля называют Святополком из лемков, что не имеет никаких документальных подтверждений.
«Октоих» отпечатан в формате in folio, выполнен в технике двухкрасочной печати и составлен из 22 восьмилистных тетрадей. Последние 3 листа пустые, всего листов — 172. Некоторые страницы украшены сложным орнаментом, в начале каждой главы прописные буквы раскрашены киноварью. Орнаментация труда скромна. На втором листе книги перед началом текста изображена плетеная заставка, ниже неё — плетеный инициал. Кроме того, инкунабула содержит 12 строк вязи и простые по рисунку и небольшие с точки зрения размеров инициалы-ломбарды.
Сохранилось 8 экземпляров «Октоиха». Два находятся в Российской государственной библиотеке, два в Государственном историческом музее, два в Российской национальной библиотеке, один в собрании А. Я. Лобанова-Ростовского, местонахождение которого в настоящее время неизвестно. Ещё один экземпляр был обнаружен Э. С. Смирновой в 1965 году в деревне Заозерье Холмогорского района Архангельской области и хранится в Научной библиотеке Санкт-Петербургского государственного университета. Лист с колофоном (169 оборотный) сохранился только во вроцлавском экземпляре книги, который сейчас находится в Российской государственной библиотеке.
В «Триоде цветной» колофона нет, но присутствует типографская марка Швайпольта Фиоля. Анонимна отпечатанная тем же шрифтом «Триодь постная». Сохранилось 28 экземпляров «Триодей цветных», из них по крайней мере 4 полных. «Триодь цветная» состоит из 366 листов, наиболее полный экземпляр был найден в октябре 1971 года в церкви св. Николая в Шкейа и находится в Музее румынской культуры в Брашове (Румыния).
В брашовском экземпляре «Триоди цветной» сохранился древнейший в кириллическом книгоиздательстве дереворит — распятие.